# Richard von Bienerth-Schmerling
Richard Joseph Anton Karl von Bienerth-Schmerling (Verona, 2 marzo 1863 – Vienna, 3 giugno 1918) è stato un politico austriaco e primo ministro della Cisleitania.

## Biografia
Figlio del maresciallo di campo Karl von Bienerth (1825-1882) e di Violetta Schmerling (1836-1907), a sua volta figlia del grande politico liberale austriaco Anton von Schmerling. Entrato nell'amministrazione statale austriaca, dopo un breve periodo in cui fu funzionario dell'amministrazione della Stiria, Bienerth-Schmerling fu trasferito al Ministero austriaco dell'Istruzione (1886) del quale nel 1904 fu nominato segretario generale. Divenne ministro dell'interno dell'Austria nel giugno 1906, si fece paladino di un programma di riforma del suffragio elettorale che permettesse la formazione di governi costituzionali stabili nonostante le rivalità fra le varie nazionalità.
Il 15 novembre 1908, dopo le dimissioni del barone Max Wladimir von Beck, divenne primo ministro austriaco grazie all'appoggio del ministro degli esteri k.u.k., conte Lexa von Aehrenthal. Come il predecessore, Bienerth-Schmerling si adoperò per una riconciliazione fra cechi  e tedeschi in Boemia attraverso un programma di autonomia territoriale; ma, privo delle competenze di Beck, fallì nell'intento. Incapace di costituire una maggioranza parlamentare dopo le elezioni di 1911, si dimise nel novembre dello stesso anno. In seguito fu Governatore Generale della Bassa Austria  dal 1911 al 1915. Nel 1914 Francesco Giuseppe lo nominò Conte dell'Impero.